# F. R. David
Elli Robert Fitoussi (Menzel Bourguiba, 1 de janeiro de 1947), mais conhecido como F. R. David, é um músico francês. Seu maior sucesso foi o hit single "Words", de 1982.

## Carreira
Durante os inícios da década de 1970, ele foi membro da banda de rock francesa Les Variations. As suas linguagens de marca são os óculos de sol e a guitarra, uma Fender Stratocaster branca. O seu maior êxito internacional foi "Words", que atingiu o top vendas de todo o mundo, vendendo 8 milhões de cópias e . Primeiramente na Europa, nos final de 1982, e em 1983 nos Estados Unidos da América, onde alcançou o 2.º lugar e países latino-americanos. "Worlds" fez parte da trilha sonora Internacional da novela Guerras dos Sexos em 1983.Esta canção era uma balada. F.R, David, não ficou encostado ao sucesso e continuou produzindo outros discos, que contudo não tiveram o sucesso de "Words". O single "Good Times" também foi um grande sucesso em 1985. No Brasil, fez sucesso como um dos temas da telenovela Ti Ti Ti, da Rede Globo de Televisão no mesmo ano. Em 1987 duas músicas tornaram-se hits no Brasil, a balada "Sahara Night", que fez parte da novela Roda de Fogo, e "Music", que fez parte da novela Brega & Chique. "Music" fez sucesso também na voz do cantor brasileiro Marquinhos Moura que a transformou em "Meu Mel".

## Discografia

### Álbuns de estúdio
| Título                                              | Ano  | Melhor posição | Melhor posição |
| Título                                              | Ano  | ALE            | GBR            |
| --------------------------------------------------- | ---- | -------------- | -------------- |
| Words                                               | 1982 | 13             | 46             |
| Long Distance Flight                                | 1984 | —              | —              |
| Reflections                                         | 1987 | —              | —              |
| Voices of the Blue Planet (com Yoann Marine)        | 1998 | —              | —              |
| Words – '99 Version                                 | 1999 | —              | —              |
| The Wheel                                           | 2006 | —              | —              |
| Numbers                                             | 2008 | —              | —              |
| Midnight Drive                                      | 2013 | —              | —              |
| "—" indica lançamentos que não chegaram às paradas. |      |                |                |

### Singles
| "Black Jack"                                                                                     | 1981 | — | —  | — | —  | —  | —  | — | (apenas single)      |
| "Words"                                                                                          | 1982 | 2 | 12 | 1 | 1  | 2  | 62 | 1 | Words                |
| "Pick Up the Phone"                                                                              | 1983 | — | —  | — | 26 | —  | —  | — | Words                |
| "Music"                                                                                          | 1983 | — | —  | — | —  | 71 | —  | — | Words                |
| "I Need You"                                                                                     | 1983 | — | —  | — | 33 | —  | —  | — | (apenas single)      |
| "Play a Little Game"                                                                             | 1983 | — | —  | — | —  | —  | —  | — | (apenas single)      |
| "Gotta Get a Move On"                                                                            | 1983 | — | —  | — | —  | —  | —  | — | (apenas single)      |
| "Sand Dunes"                                                                                     | 1983 | — | —  | — | —  | —  | —  | — | (apenas single)      |
| "Long Distance Flight"                                                                           | 1984 | — | —  | — | —  | —  | —  | — | Long Distance Flight |
| "This Time I Have to Win"                                                                        | 1984 | — | —  | — | —  | —  | —  | — | Long Distance Flight |
| "Dream Away"                                                                                     | 1984 | — | —  | — | —  | —  | —  | — | Long Distance Flight |
| "Sahara Night"                                                                                   | 1986 | — | —  | — | —  | —  | —  | — | Reflections          |
| "Sun"                                                                                            | 1987 | — | —  | — | —  | —  | —  | — | Reflections          |
| "Don't Go"                                                                                       | 1987 | — | —  | — | —  | —  | —  | — | Reflections          |
| "Words" (1989 remix)                                                                             | 1989 | — | —  | — | —  | —  | —  | — | (apenas single)      |
| "I'll Try to Love Again"                                                                         | 1992 | — | —  | — | —  | —  | —  | — | (apenas single)      |
| "Words (Single & Extended Version)"                                                              | 2012 | — | —  | — | —  | —  | —  | — | (apenas single)      |
| "Your Love Shines"                                                                               | 2018 | — | —  | — | —  | —  | —  | — | (apenas single)      |
| "Paris Is Her Home"                                                                              | 2018 | — | —  | — | —  | —  | —  | — | (apenas single)      |
| "Words (Red Bus Remix)"                                                                          | 2019 | — | —  | — | —  | —  | —  | — | (apenas single)      |
| "Time Is Not Mine"                                                                               | 2022 | — | —  | — | —  | —  | —  | — | (apenas single)      |
| "Words (Sped Up 10 %)"                                                                           | 2023 | — | —  | — | —  | —  | —  | — | (apenas single)      |
| "—" indica lançamentos que não chegaram às paradas ou que não foram lançadas naquele território. |      |   |    |   |    |    |    |   |                      |